# Nephrotoma australasiae
Nephrotoma australasiae är en tvåvingeart som först beskrevs av Frederick Askew Skuse 1890.  Nephrotoma australasiae ingår i släktet Nephrotoma och familjen storharkrankar. Inga underarter finns listade i Catalogue of Life.

## Bildgalleri

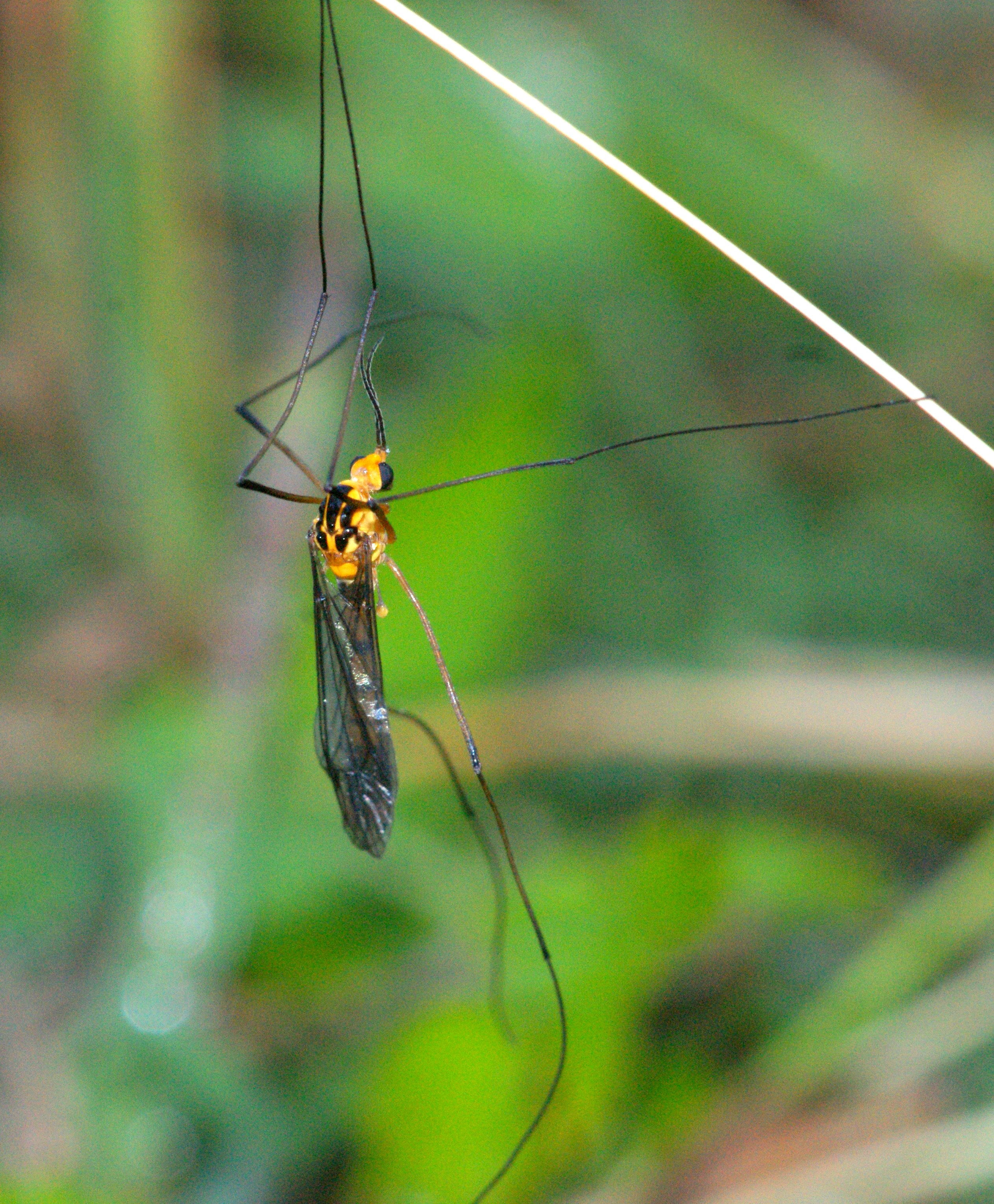